# Sergueï Gurenko
Sergueï Vitaliévitch Gurenko (en russe : Сергей Витальевич Гуренко) ou Siarheï Vitaliévitch Hurenka (en biélorusse : Сяргей Вітальевіч Гурэнка), né le 30 septembre 1972 à Hrodna, est un footballeur international biélorusse.

## Biographie
Sergei Gurenko entama sa carrière professionnelle au club biélorusse local de Chimik Hrodna en 1989. À partir de 1990, il fut titulaire, disputant plus de 30 matchs par an.
En 1992 il fut transféré au club de Première Ligue biélorusse de Nioman Hrodna. Il se montra rapidement digne du plus haut niveau, jouant plus de 25 matchs par an chaque saison dans sa nouvelle équipe.
En 1995 il rejoint le Lokomotiv Moscou en Premier Liga russe. Sa détermination et ses compétences énormes le conduit à devenir l'un des leaders de son équipe, et il quitta finalement l'équipe pour relever un défi plus grand.
En 1999 il fut acquis par le club italien de l'AS Rome, mais ne s'adapta jamais vraiment à sa nouvelle situation, ne disputant que 7 matchs pour le club. 
Pendant la saison 2000-01, il porta le maillot du club espagnol du Real Zaragoza, mais là non plus il ne brilla pas, prenant part dans seulement 11 matchs.
Durant la saison 2001-02, il revint en Italie, sous le maillot du Parme AC. Il disputa 11 matchs cette saison.
Au cours de la saison 2002-03, il fut enfin titulaire dans le club italien de Piacenza FC, jouant 25 matchs et marquant une fois.
En 2003, il retourna au Lokomotiv. Depuis, Sergei est un titulaire régulier.
En janvier 2009, il retourne au pays et signe au Dinamo Minsk.

## Équipe nationale
Sergei Gurenko commença sa carrière internationale le 5 mai 1994, lors d'un match amical face à l'Ukraine.
Il est le capitaine de l'équipe nationale et débute chaque rencontre pour laquelle il est disponible. 
Gurenko est le plus capé des joueurs de son pays, comptant 80 apparitions (3 buts) en novembre 2006.